# 恰普林卡 (日爾伊夫卡區)
48°51′51″N 35°46′45″E / 48.86417°N 35.77917°E
恰普林卡（烏克蘭語：Чаплинка），是烏克蘭的村落，位於該國中部第聶伯羅彼得羅夫斯克州，由日爾伊夫卡區負責管轄，距離新尚德里夫卡1.5公里，海拔高度173米，2001年人口816。